# Transmitter Power Control
Transmitter Power Control, auch kürzer TX Power Control oder abgekürzt TPC, ist eine Regelung der Sendeleistung bei Funksystemen mit mobilen Teilnehmern. Zweck ist die Reduktion von Funkstörungen und eine verlängerte Akkulaufzeit bei Mobilgeräten.

## Funktionsprinzip
Am Beispiel einer GSM-Mobilfunk-Basisstation (BS) und einer Mobilstation (MS) kann das Funktionsprinzip erklärt werden:
Der Empfänger in der MS misst die Empfangsfeldstärke des vom Sender der BS kommenden Signals. Der Messwert wird in einer Signalisierungsnachricht (Measurement Report) an die BS übermittelt. Die BS (oder ein übergeordnetes Netzelement) entscheidet anhand von vorgegebenen Schwellwerten und Hysteresen ob es seine Sendeleistung verringern, erhöhen oder beibehalten soll.
In der Praxis werden meist komplexere Algorithmen für die Leistungsregelung verwendet. Insbesondere wird nicht nur die Empfangsfeldstärke, sondern auch die Qualität (z. B. Bitfehlerrate) berücksichtigt, um zu vermeiden, dass die Sendeleistung eines gestörten Signals noch weiter reduziert wird. Des Weiteren werden mehrere Measurement Reports gemittelt (teilweise gewichtet), um unnötiges Hoch- und Runterregeln der Sendeleistung durch kurze Pegeländerungen zu vermeiden.
Im Bereich des UMTS-Netzes / 3G ist eine hochdynamische Sendeleistungsregelung grundlegender Bestandteil der Funkstrecke vom Mobiltelefon zur Basisstation. Die Regelung muss unter Berücksichtigung ständig wechselnder Pfaddämpfung (z. B. Nutzer verlässt Aufzug) die Empfangsfeldstärke an der Basisstationsantenne für alle Nutzer der Funkzelle auf ein identisches Niveau heben, um die CDMA-Dekodierung optimal zu ermöglichen.